# علي مطشر
علي مطشر نصير هو لاعب كرة قدم عراقي في مركز حراسة المرمى ولد في يوم 7 أيار 1989 في مدينة بغداد عاصمة العراق، يلعب حالياً مع نادي الطلبة الرياضي في العراق وسبق له اللعب مع نادي الشرطة ونادي النفط ونادي الكاظمية، كما لعب مع منتخب العراق لكرة القدم في بطولة كأس أمم آسيا 2011 في قطر، يبلغ طوله 185 سم.

## روابط خارجية
- علي مطشر على موقع قاعدة بيانات كرة القدم.إي يو (الإنجليزية)
- علي مطشر على موقع ناشيونال فوتبول تيمز (الإنجليزية)
- علي مطشر على موقع كووورة